# Señal de humo

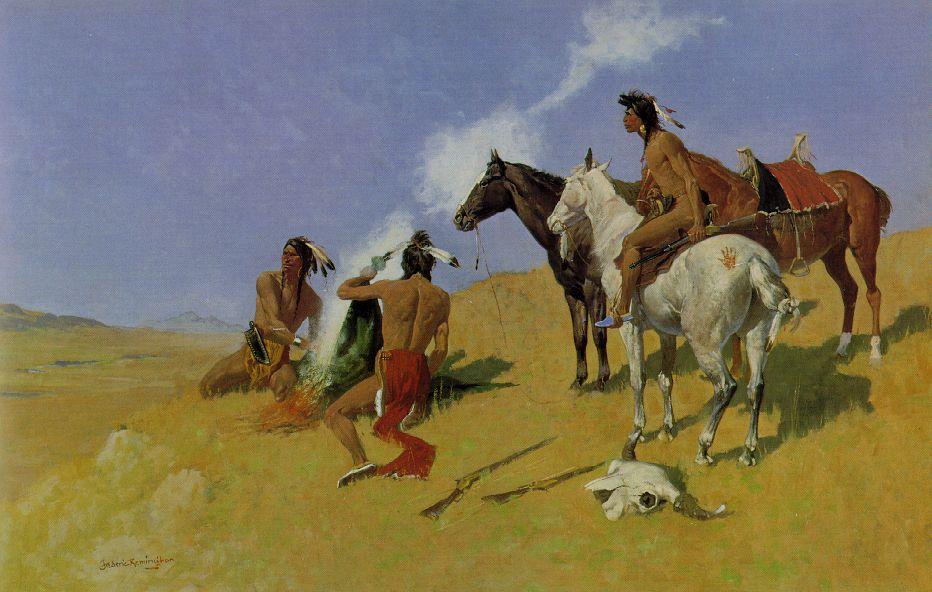
Nativos de Norteamérica utilizando señales de humo. Pintura por Frederic Remington.

Las señales de humo son aquellas que se utilizan para la comunicación entre áreas vastas y despobladas y que se hacen mediante hogueras. Aunque solían ser más usadas en la Antigüedad, estas señales podían comunicar mensajes complejos y codificados de antemano entre atalayas o puestos de vigilancia para avisar de avistamientos enemigos o de cualquier otro asunto.
Se hicieron famosas gracias a su representación en las películas del oeste utilizándolas los pioner e, baile del trplek os en este tipo de comunicación, los indios de Norteamérica. Aunque los que crearon las señales de humo fueron los griegos en el año 150 antes de cristo.
Desde al menos el siglo XIII, se halla documentado el uso de señales de humo en las ciudades, castillos, torres y aldeas del norte y centro de Italia como medio para advertir de la aproximación del enemigo en tiempos de guerra. Una sola columna de humo indicaba que las fuerzas enemigas eran numerosas, mientras que dos columnas señalaban que la amenaza consistía únicamente en un contingente de escasa entidad. Por la noche, estas mismas señales se transmitían mediante hogueras o linternas.
El método para enviar las señales de humo era buscando una colina lo suficientemente elevada y encender una hoguera en la que se iban entremezclando ramas, hojas de diferentes tipos, unas secas y otras humedecidas, lo que hacía que según lo que se echase el humo tuviera colores referentes (blanco, negro y una amplia variedad de gris), así como diversas formas.